# Độc thân tuổi 30
Độc thân tuổi 30 là một bộ phim truyền hình được thực hiện bởi Hãng phim Tâm Điểm cùng IMC do Xuân Cường làm đạo diễn. Phim phát sóng vào lúc 21h00 từ thứ 2 đến thứ 6 hàng tuần bắt đầu từ ngày 10 tháng 9 năm 2014 và kết thúc vào ngày 21 tháng 10 năm 2014 trên kênh TodayTV.

## Nội dung
Độc thân tuổi 30 xoay quanh Dung Hòa (Lê Khánh) một người phụ nữ thành đạt, cô không quá xinh đẹp nhưng có duyên, thông minh và có sức hút. Dù đã ngoài 30 tuổi nhưng cô vẫn chưa có chồng, chính vì vậy, cô bị áp lực rất nhiều từ phía gia đình và bạn bè – những người muốn cô phải lập gia đình sớm.

## Diễn viên
- Lê Khánh trong vai Dung Hòa[5][6]
- Quý Bình trong vai Sơn Phong[7]
- Nhật Kim Anh trong vai Hoàng Yến
- NSƯT Lân Bích trong vai Ông Minh
- NSƯT Minh Đức trong vai Bà Hiền
- Huy Cường trong vai Sở Danh
- Mã Hiểu Đông trong vai Trần Tình
- Trà My Next Top trong vai Thu Hồng[8][9]
- Amy Hương trong vai Diễm Lệ[10]
- Trường Giang trong vai Tuấn Tú[11]
- Tuyền Mập trong vai Văn Chương
- Kiều Linh trong vai Mộng Thường

Cùng một số diễn viên khác....

## Ca khúc trong phim
- Em chưa muốn yêu

Sáng tác: Yên Lam
Thể hiện: Nhật Kim Anh
- Chuyện chúng mình

Sáng tác: Yên Lam
Thể hiện: Nhóm Artista

## Giải thưởng
| Năm  | Giải thưởng   | Hạng mục                                     | (Người) đề cử | Kết quả   | Tham khảo     |
| ---- | ------------- | -------------------------------------------- | ------------- | --------- | ------------- |
| 2014 | Giải Mai Vàng | Phim truyền hình                             | —             | Đoạt giải | [ 12 ] [ 13 ] |
| 2014 | Giải Mai Vàng | Nam diễn viên truyền hình                    | Quý Bình      | Đề cử     | [ 14 ]        |
| 2014 | Giải Mai Vàng | Nữ diễn viên truyền hình                     | Nhật Kim Anh  | Đề cử     | [ 14 ]        |
| 2014 | Ngôi Sao Xanh | Nữ diễn viên truyền hình được yêu thích nhất | Nhật Kim Anh  | Đoạt giải | [ 15 ]        |